# NGC 7682
NGC 7682 (другие обозначения — PGC 71566, UGC 12622, MCG 0-59-47, ZWG 380.62, ARP 216, VV 329, NPM1G +03.0615) — спиральная галактика с перемычкой в созвездии Рыбы.
Галактика обладает активным ядром и относится к сейфертовским галактикам типа II
Этот объект входит в число перечисленных в оригинальной редакции «Нового общего каталога».